# Sven Steinert
The Snatcher, mit bürgerlichem Namen Sven Steinert (* 25. Oktober 1983), ist ein deutscher Musiker, Songwriter, Sänger und DJ.

## Leben
Steinert ist staatlich zertifizierter Tontechniker und steht bereits seit 2001 auf der Bühne. Anfänglich in einer Schülerband entwickelte sich hieraus das erste Projekt Nuttendiesel, eine deutschsprachige Punkrockband, deren Musik zunächst in erster Linie stimmungsmachend, in späterer Zeit aber zunehmend sozialkritischer wurde.
Es folgte eine mehrjährige Pause, in deren Anschluss Steinert im Jahr 2012 als neuer Frontmann zur Old-School Metalband The Gate stieß. Nach zwei Jahren mit diversen Auftritten auf Festivals wie z. B. dem Headbangers Open Air 2012 in Elmshorn verließ er die Band, um sich musikalisch neu zu orientieren.
Im Rahmen dieser Neuausrichtung startete der Künstler im Jahr 2013 sein Soloprojekt The Snatcher. Es folgten diverse Auftritte, vornehmlich im Köln/Bonner Raum und bei Festivals wie dem Escalate Festival 2017, dem Radio Schwarzer Engel RSE Festival 2017 und dem Wave Gotik Treffen.
Seit 2019 ist Steinert bei Danse Macabre unter Vertrag. Unter diesem Label erschien auch sein zweites Album Dein Dämon, das die verschiedenen Stilistiken seiner Musik abdeckt.
Des Weiteren unterstützt der Musiker seit 2018 Newcomer als Bandcoach.

## Stil
Stilistisch finden sich in der Musik von The Snatcher Einflüsse aus den unterschiedlichsten Musikrichtungen, hauptsächlich elektronisch oder rockig bis hin zu Elektropop. Der Künstler selbst bezeichnet seinen Stil als Electro-Entertainment.

## Diskografie

### Singles
- 2016: Puppenspieler
- 2020: Kalt

### Alben
- 2016: Vorhang auf, Bühne frei
- 2019: Dein Dämon

## Musikvideos
- 2020: Abschaum[10]